# Rio Goleţ
O Rio Goleţ é um rio da Romênia, afluente do Timiş, localizado no distrito de Caraş-Severin.